# Placide Lengelo Muyangandu
Placide Lengelo Muyangandu est un homme d’affaires et homme politique congolais (Congo-Kinshasa), décédé le 2 juillet 2007. Lengelo Muyangandu a été ministre des Postes et Télécommunications sous le Gouvernement Lunda Bululu à partir du 4 mai 1990, et ministre des Affaires sociales dans le Gouvernement Mulumba Lukoji à partir du 30 mars 1991.